# Lancia Fulvia
Lancia Fulvia — сімейство передньоприводних автомобілів італійського виробника Lancia, що виготовлялося з осені 1963 року до початку 1976 року і вважається спадкоємцем Lancia Appia.
Всього виготовили 338 996 автомобілів.

## Опис

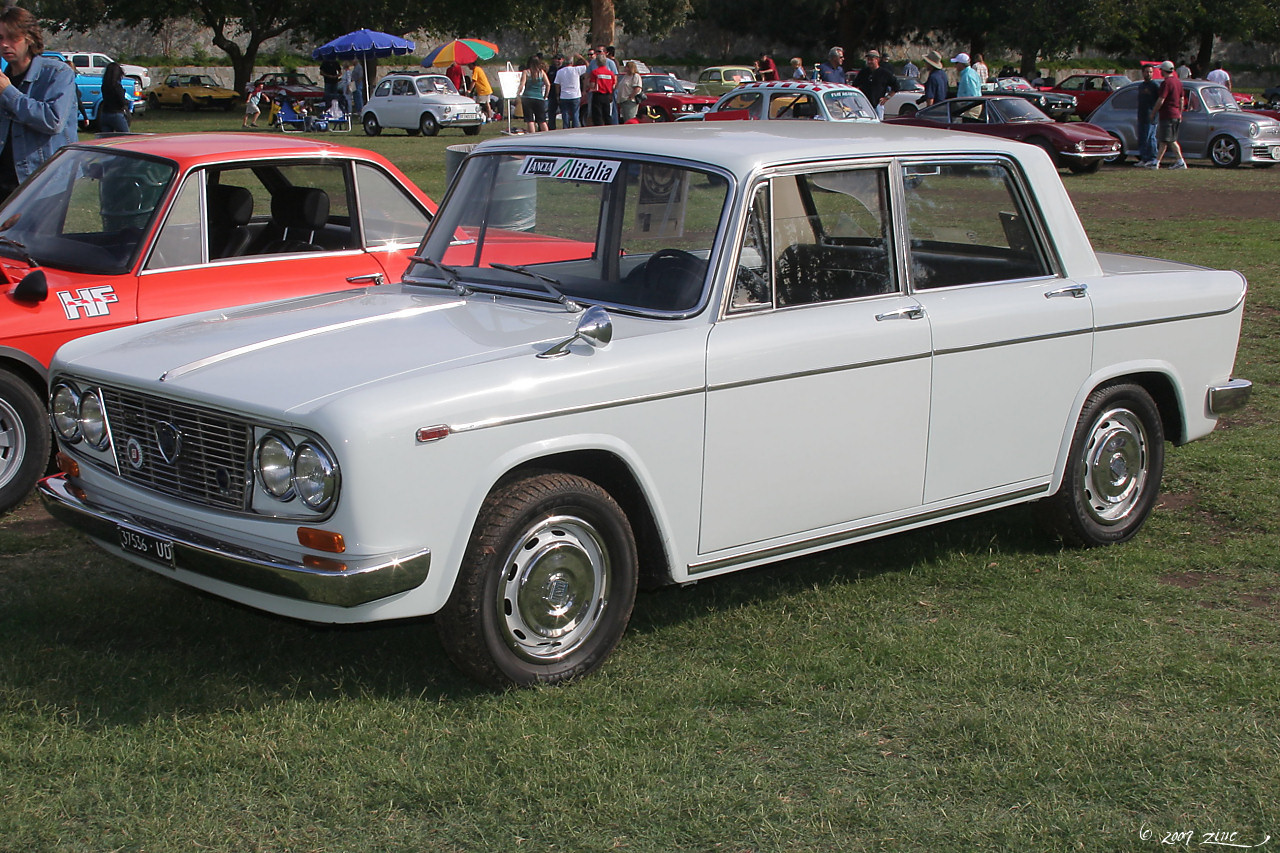
Lancia Fulvia Berlina GTE

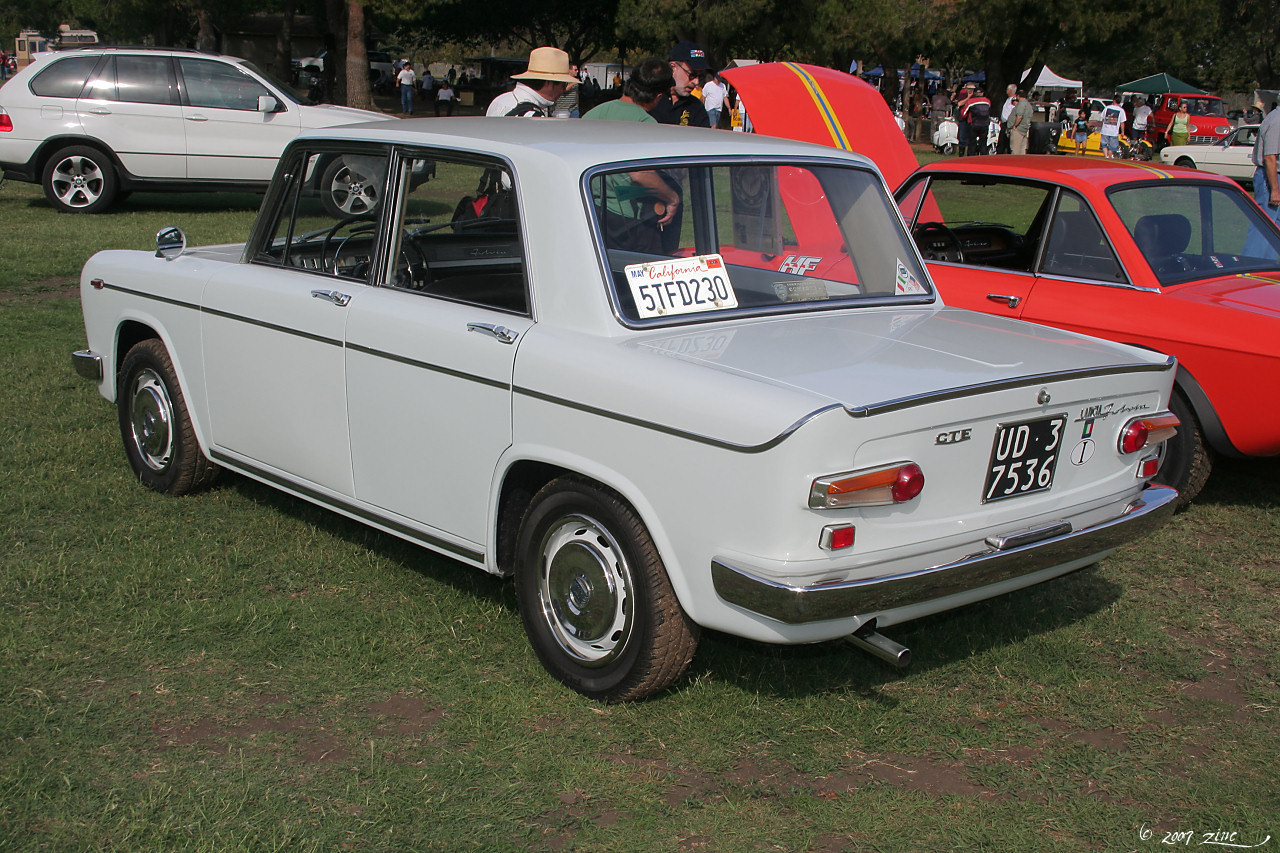
Lancia Fulvia Berlina GTE

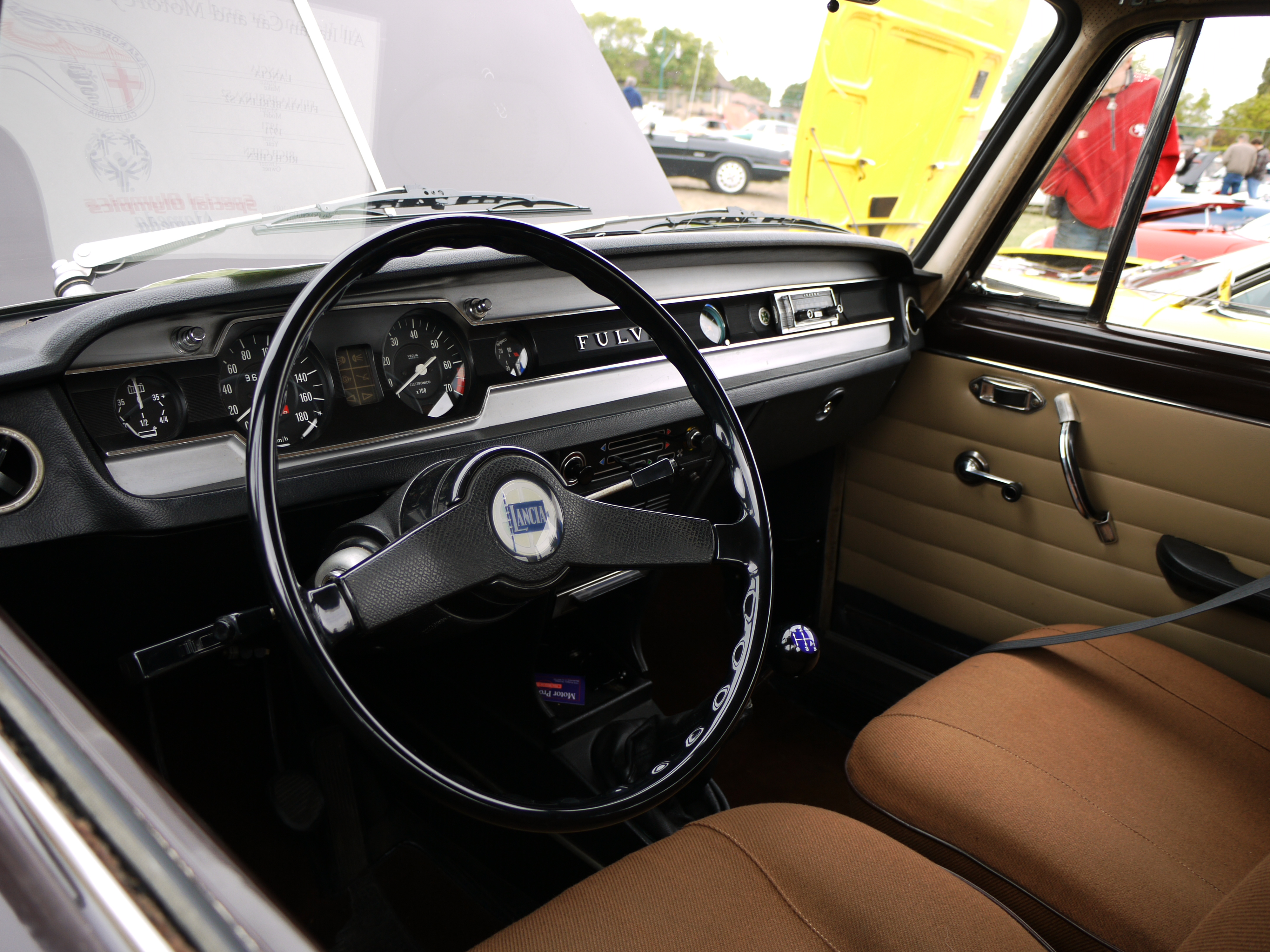

Як і інші моделі Lancia після Аурелії, представленої в 1950 році, Фульвія була названа на честь класичної римської дороги - Віа Фульвія.
Фульвія була доступна як Berlina (седан) і як купе. Крім того, як це було звичайно у Lancia, було купе-хетчбек, розроблене та виготовлене Carrozzeria Zagato у невеликих серіях із традиційною назвою Sport. Технічна концепція Фульвії походить від професора Антоніо Фессії, форму лімузина та купе Фульвія розробив П'єтро Кастаньєро в центрі Stile поблизу Ланції. Lancia Fulvia Sport на технічній основі купе був розроблений Ercole Spada в Zagato.
Ланція Фульвія базувалася на більшій Lancia Flavia, що з'явилася восени 1960 року. Вперше обидві моделі мали дуже досконалий передній привід та чіткі прямі лінії. Усі моделі Fulvia мали дискові гальма, вдосконалене шасі забезпечило чудове тримання на дорозі.
Восени 1972 року система позначення римськими дорогами була змінена: спадкоємцем Фульвії, Lancia Beta, що побудована за участі Fiat.
| Версія                           | Тип двигуна | Робочий об'єм (см³) | Потужність (к.с.) | Роки виробництва | Виготовлено |
| -------------------------------- | ----------- | ------------------- | ----------------- | ---------------- | ----------- |
| Fulvia                           | 818.000     | 1.091               | 59                | 1963-1964        | 32.200      |
| Fulvia 2C                        | 818.100     | 1.091               | 70                | 1964-1969        | 48.266      |
| Fulvia GT 1216                   | 818.130     | 1.216               | 79                | 1967-1968        | 5.426       |
| Fulvia GT 1231                   | 818.202     | 1.231               | 79                | 1968-1969        | 28.353      |
| Fulvia GT "Grecia"               | 818.282     | 1.199               | 79                | 1968-1969        | 656         |
| Fulvia GTE                       | 818.302     | 1.298               | 86                | 1968-1969        | 10.386      |
| Fulvia 2ª serie 4 marce          | 818.302     | 1.298               | 86                | 1969-1971        | 22.319      |
| Fulvia 2ª serie 4 marce "Grecia" | 818.282     | 1.199               | 79                | 1969-1971        | 690         |
| Fulvia 2ª serie 5 marce          | 818.302     | 1.298               | 86                | 1970-1972        | 41.687      |
| Fulvia 2ª serie 5 marce "Grecia" | 818.282     | 1.199               | 79                | 1970-1972        | 2.114       |
| Всього                           | Всього      | Всього              | Всього            | Всього           | 192.097     |

## Coupé

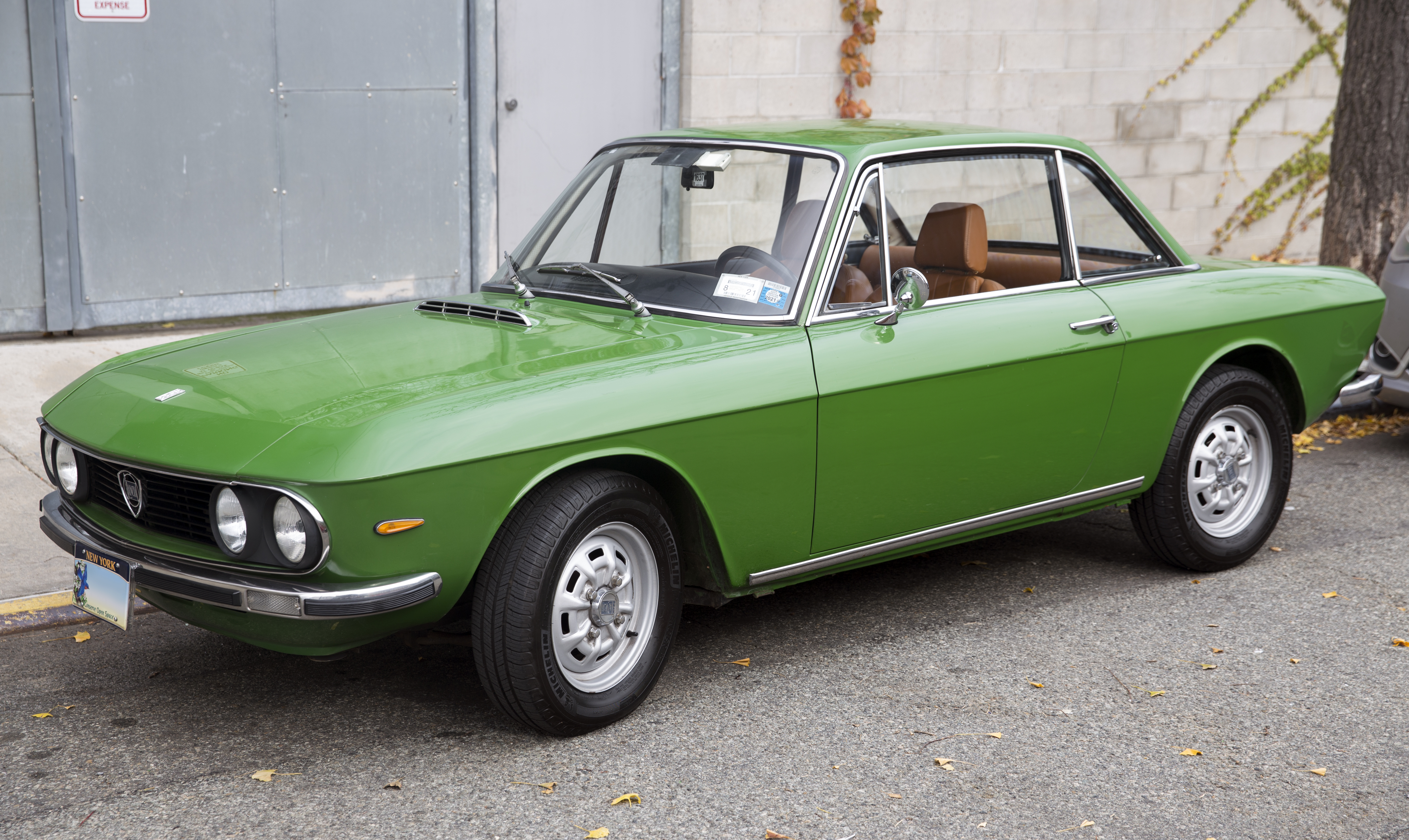
Lancia Fulvia Coupé

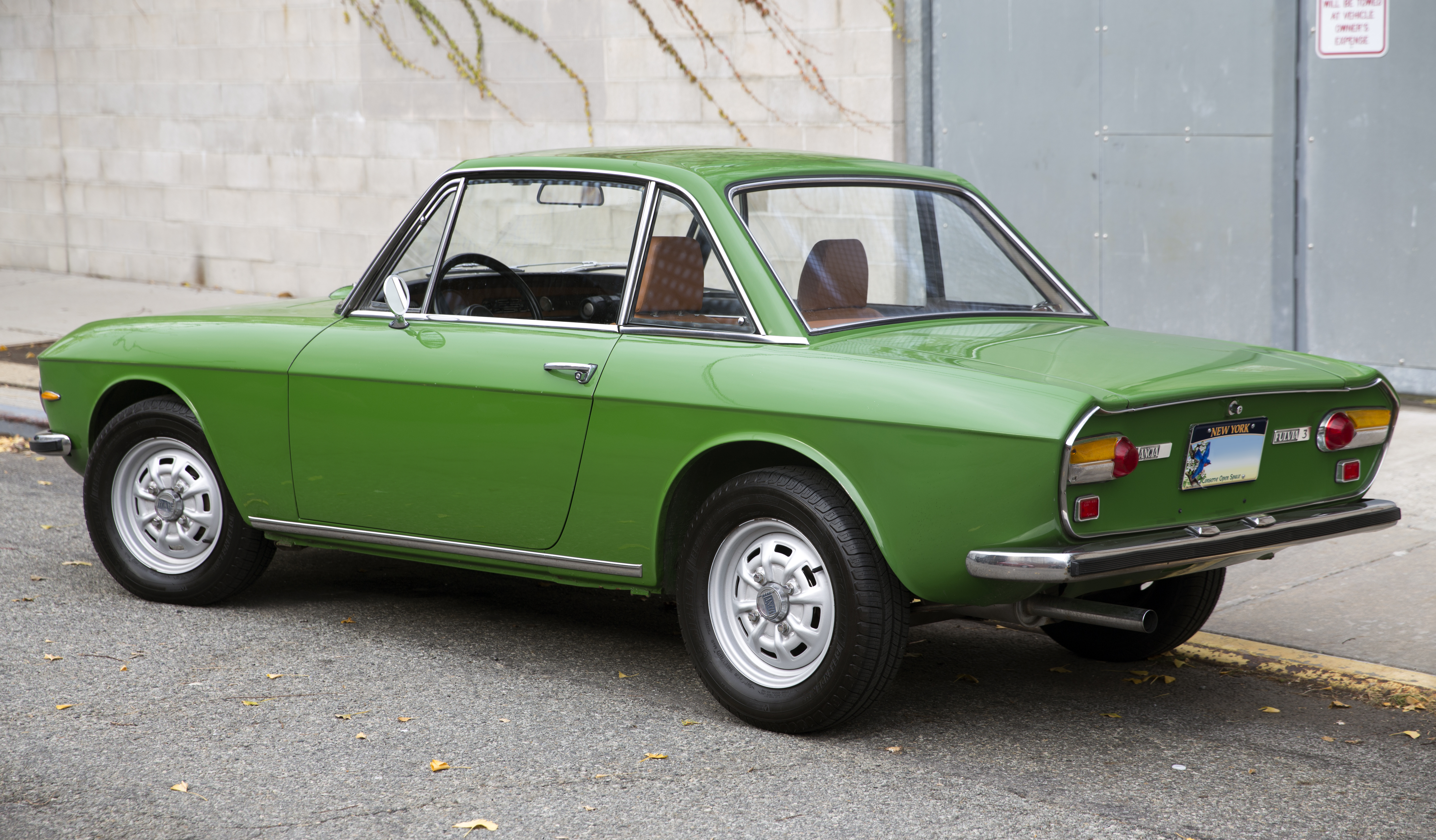
Lancia Fulvia Coupé

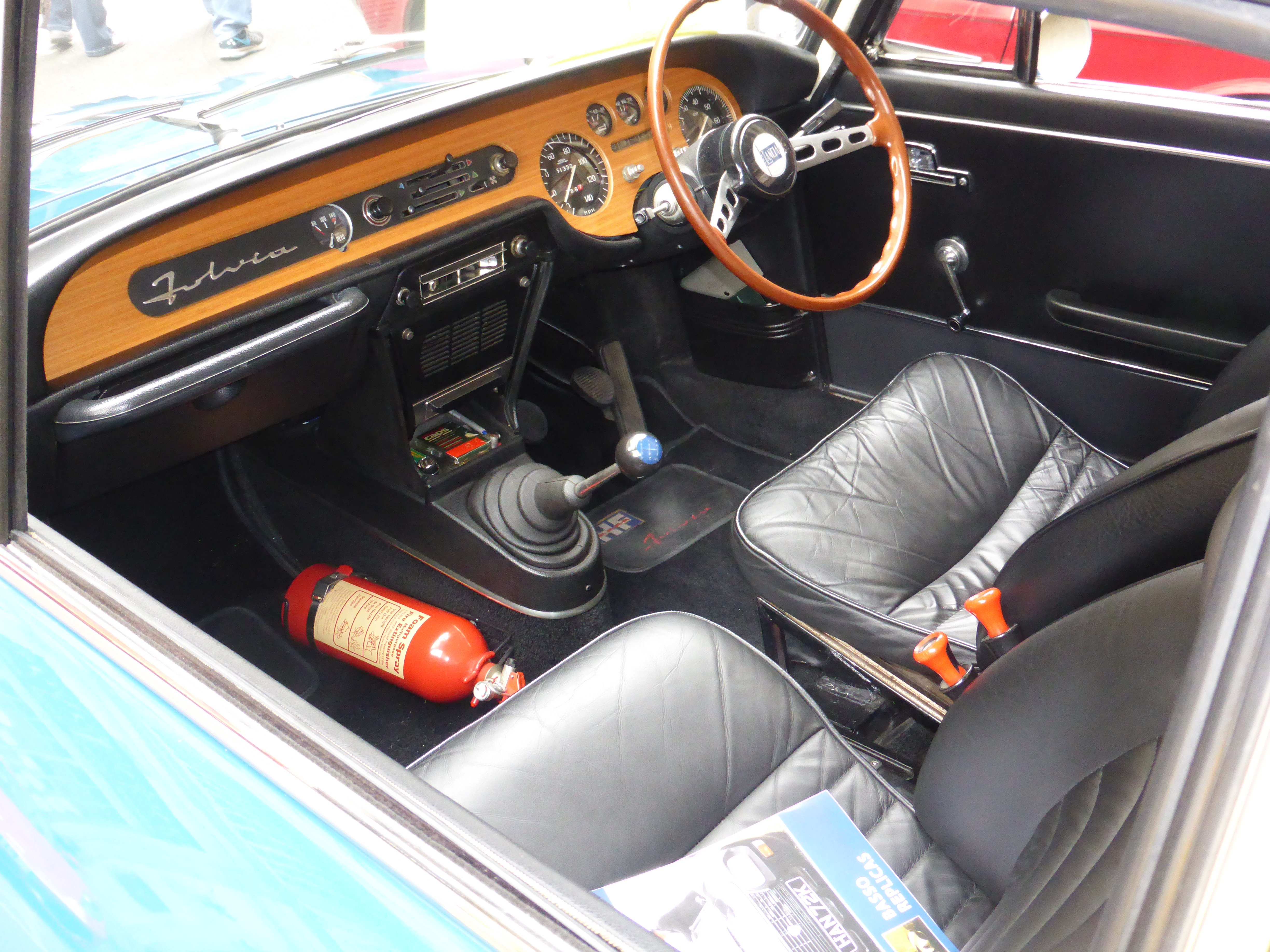

Fulvia Coupé було компактним дводверним купе, представленим у 1965 році. Як і седан, його розробив власний дизайнер П’єро Кастагнеро, використовуючи колісну базу на 150 мм коротшу, ніж у седана. Будучи останньою моделлю Fulvia, яку було знято з виробництва, купе було остаточно замінено в 1977 році 1,3-літровою версією Beta Coupé.
| Версія                               | Тип двигуна     | Робочий об'єм (см³) | Потужність (к.с.) | Роки виробництва | Виготовлено |
| ------------------------------------ | --------------- | ------------------- | ----------------- | ---------------- | ----------- |
| Fulvia Coupé 1.2                     | 818.130 818.202 | 1.216 1.231         | 79                | 1965-1969        | 20.436      |
| Fulvia Coupé 1.2 HF                  | 818.140         | 1.216               | 87                | 1966-1969        | 435         |
| Fulvia Coupé Rallye 1.3              | 818.302         | 1.298               | 86                | 1967-1969        | 17.850      |
| Fulvia Coupé Rallye 1.3 HF           | 818.642         | 1.298               | 100               | 1967-1969        | 882         |
| Fulvia Coupé Rallye 1.3 S            | 818.303         | 1.298               | 91                | 1968-1969        | 16.827      |
| Fulvia Coupé Rallye 1.6 HF           | 818.540         | 1.584               | 115               | 1968-1969        | 1.258       |
| Fulvia Coupé 1.3 S                   | 818.303         | 1.298               | 91                | 1970-1974        | 45.216      |
| Fulvia Coupé 1.3 S Montecarlo        | 818.303         | 1.298               | 91                | 1972-1974        | 4.440       |
| Fulvia Coupé 1600 HF & 1600 HF Lusso | 818.540         | 1.584               | 115               | 1970-1973        | 3.690       |
| Fulvia Coupé 3                       | 818.303         | 1.298               | 90                | 1974-1976        | 25.334 (1)  |
| Fulvia Coupé 3 Montecarlo            | 818.303         | 1.298               | 90                | 1974-1976        | 2.529       |
| Fulvia Coupé 3 Safari                | 818.303         | 1.298               | 90                | 1974-1976        | 900 (2)     |
| Всього                               | Всього          | Всього              | Всього            | Всього           | 139.797     |

(1) : з яких 23 019 з лівим кермом і 2 315 з правим кермом

(2) : обмежена серія.

## Sport

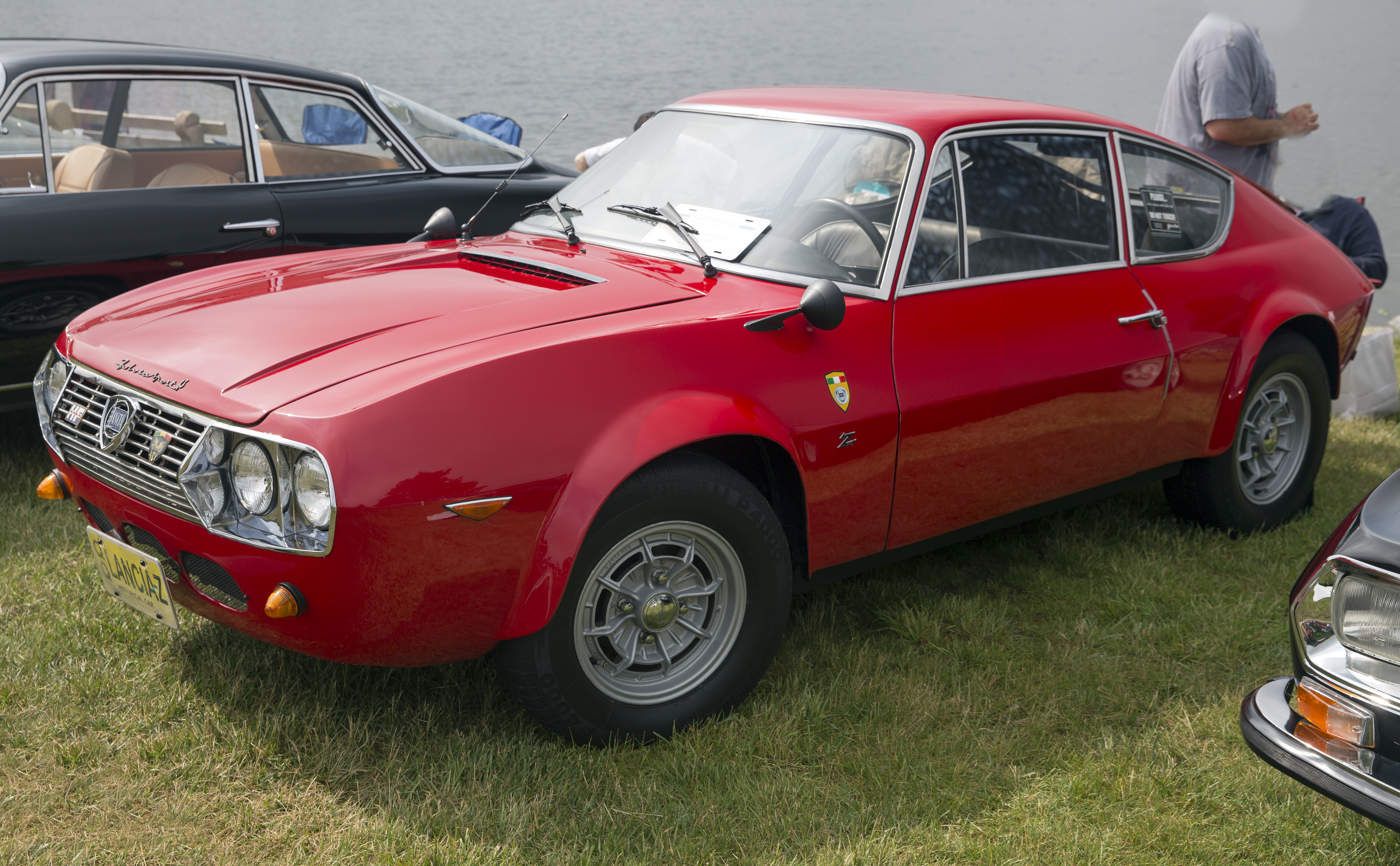
Lancia Fulvia Sport Zagato

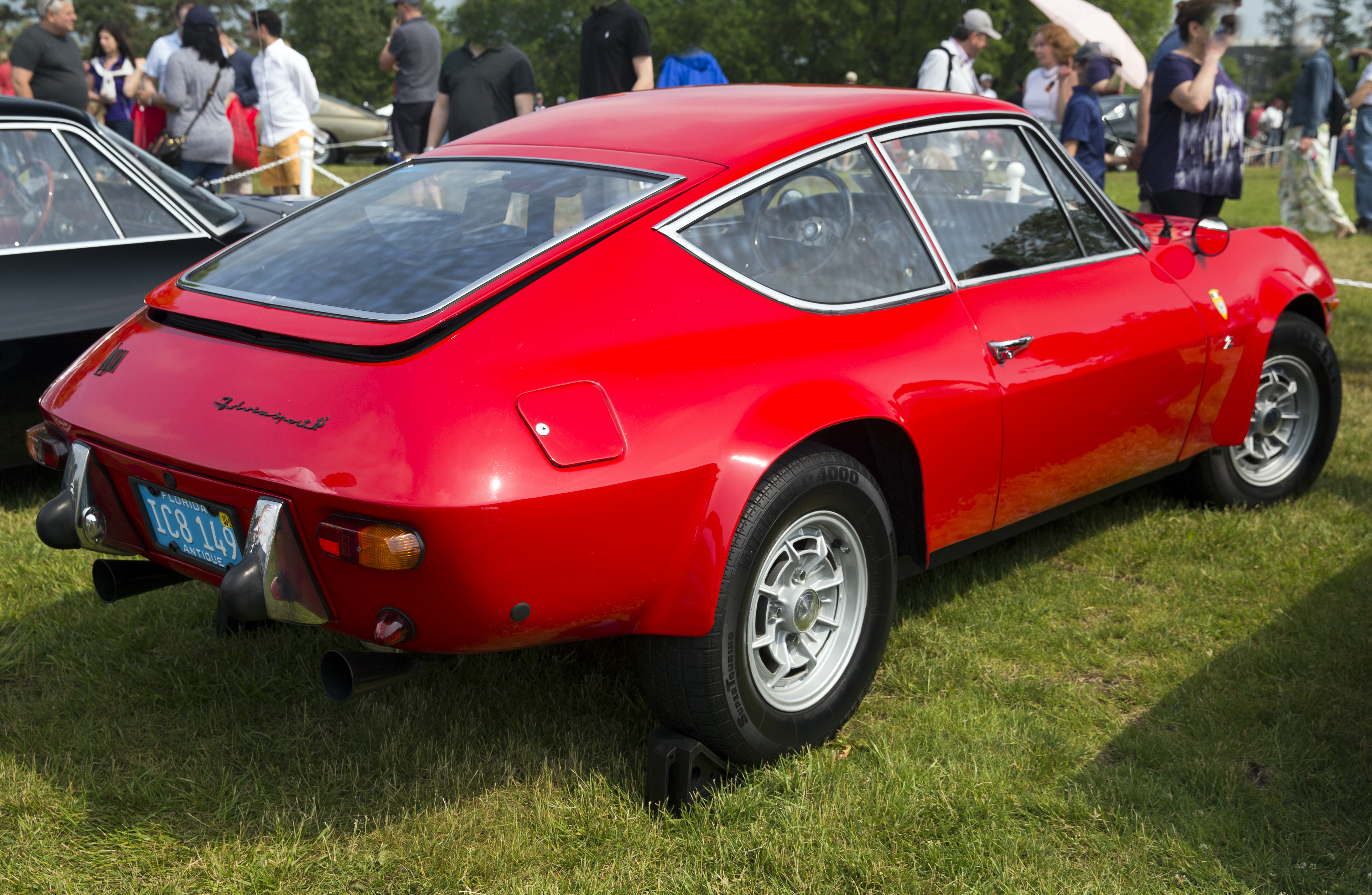
Lancia Fulvia Sport Zagato

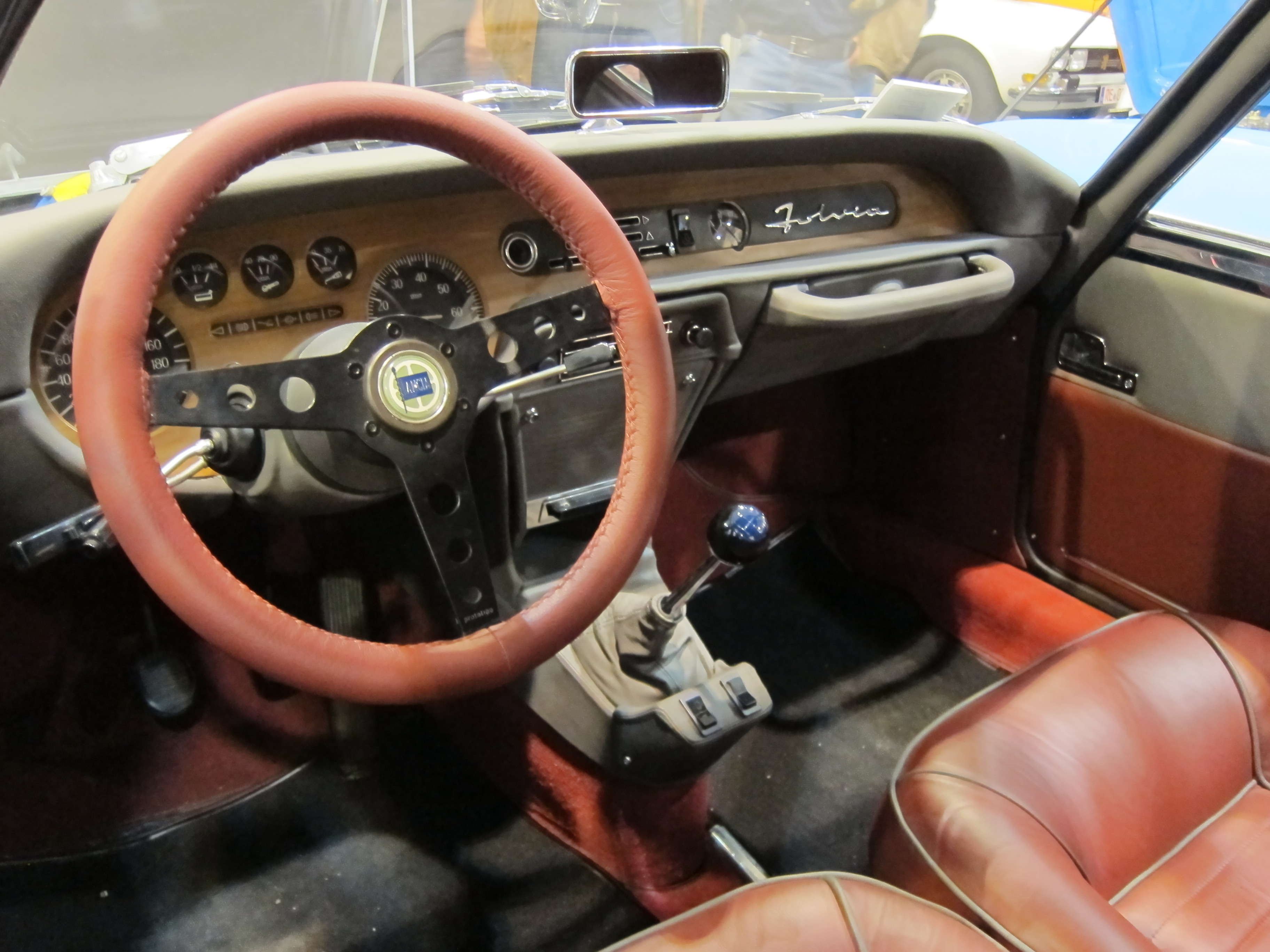

Fulvia Sport був двомісним фастбеком на базі механічних механізмів Coupé, створеним для Lancia компанією Zagato — де він був розроблений Ерколе Спада. Lancia замовила Zagato Sport як більш аеродинамічну та спортивну версію купе, яку можна було використовувати в змаганнях на шосе та треку.
| Версія                      | Тип двигуна | Робочий об'єм (см³) | Потужність (к.с.) | Роки виробництва | Виготовлено | Примітки                                     |
| --------------------------- | ----------- | ------------------- | ----------------- | ---------------- | ----------- | -------------------------------------------- |
| Fulvia Sport                | 818.130     | 1.216               | 79                | 1965-1967        | 202         |                                              |
| Fulvia Sport 1.3            | 818.202     | 1.298               | 86                | 1967-1969        | 1.602       | перші 709 одиниць з кузовом Peraluman        |
| Fulvia Sport 1.3 S          | 818.302     | 1.298               | 91                | 1968-1970        | 1.898       | за спеціальним запитом кузов Peraluman       |
| Fulvia Sport 1.3 S 2ª serie | 818.303     | 1.298               | 91                | 1970-1972        | 2.600       | 600 з 1-ю серією кузова під назвою 1 ½ серії |
| Fulvia Sport 1600           | 818.540     | 1.584               | 115               | 1970-1972        | 800         |                                              |
| Всього                      | Всього      | Всього              | Всього            | Всього           | 7.102       |                                              |

## Двигуни
- 1,091 см3 Lancia V4
- 1,199 см3 Lancia V4
- 1,216 см3 Lancia V4
- 1,231 см3 Lancia V4
- 1,298 см3 Lancia V4
- 1,584 см3 Lancia V4

## Автоспорт

### Ралі

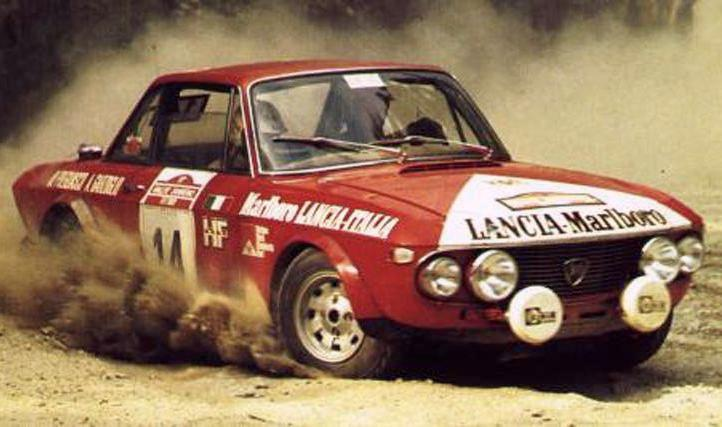
Lancia Fulvia Coupé HF Marlboro (1973 Rallye Sanremo)

Саме з Fulvia Lancia офіційно повернулася до гонок після свого виходу з Формули-1 у 1955 році; цього разу зусилля були зосереджені на згуртуванні. У 1965 році компанія поглинула HF Squadra Corse, приватну гоночну команду, засновану ентузіастами Lancia, яка раніше отримувала певну підтримку заводу, яка стала заводською командою під керівництвом Чезаре Фіоріо. У тому ж році Fulvia Coupé дебютувала в гонках на Tour de Corse, посівши 8 місце в загальному заліку. Починаючи з полегшеного та потужнішого Rallye HF 1965 року, спеціальні версії HF були виставлені на продаж широкому загалу для омологації вдосконалень для ралійних автомобілів. У 1967 році з'явився Rallye 1.3 HF більшого об'єму. Оскільки двигун V4 досяг межі свого розвитку, був розроблений абсолютно новий 1,6-літровий двигун V4, який встановили на Rallye 1.6 HF 1967 року. Автомобіль використовувався як прототип до серпня 1969 року, коли він отримав омологацію FIA.
За винятком 1970 року, Fulvia вигравала чемпіонат Італії з ралі щороку з 1965 по 1973 рік. Ралійна кар'єра Fulvia досягла свого апогею в 1972 році, коли Lancia виграла Міжнародний чемпіонат серед виробників на два етапи наперед. Перші місця на ралі, дійсних для Чемпіонату, було три: Сандро Мунарі та Маріо Маннуччі на знаменитому ралі Монте-Карло з відривом у 10 футів 50 дюймів над другим, Ларрусс/Перрамонд на значно потужнішому Porsche 911 S, Лампінен/Андреассон на Раллі Марока та Баллестрієрі/Бернакіні на У 1973 році Lancia не виграла жодного місця на подіумі для першого в історії сезону Чемпіонату світу з ралі, хоча Fulvia виграла свій другий чемпіонат Європи з ралі після перемоги Гаррі Келлстрема в 1974 році. Того року Lancia виграла свій другий чемпіонат світу, також завдяки очкам, набраним Fulvia в перших ралі, наприклад, третьому місцю, яке Мунарі зайняв у виснажливому східноафриканському ралі.

### Гонки на витривалість
Fulvia Sport була підготовлена та брала участь у змаганнях кількох приватників. Протягом 1968 року Zagato побудувала 27 спортивних версій Sport Competizione, а також дві спеціальні моделі, які пізніше стали відомі як Sport Daytona. Вони були модифіковані з подвійними круглими фарами різного розміру під кришками з оргскла, сітчастою передньою решіткою, розширеними крилами, бічними та задніми вікнами з оргскла, кришкою баку для швидкого заповнення та двигуном потужністю 155 к.с. У 1969 році ці дві машини були зареєстровані з Магліолі та Пінто в якості пілотів на 12 годин Себрінга, посівши 18 місце в загальному заліку, і на 24 години Дайтони, де вони здобули перемогу в класі в категорії спортивних прототипів і 11 місце в загальному заліку.

### Fulvia HF F&M

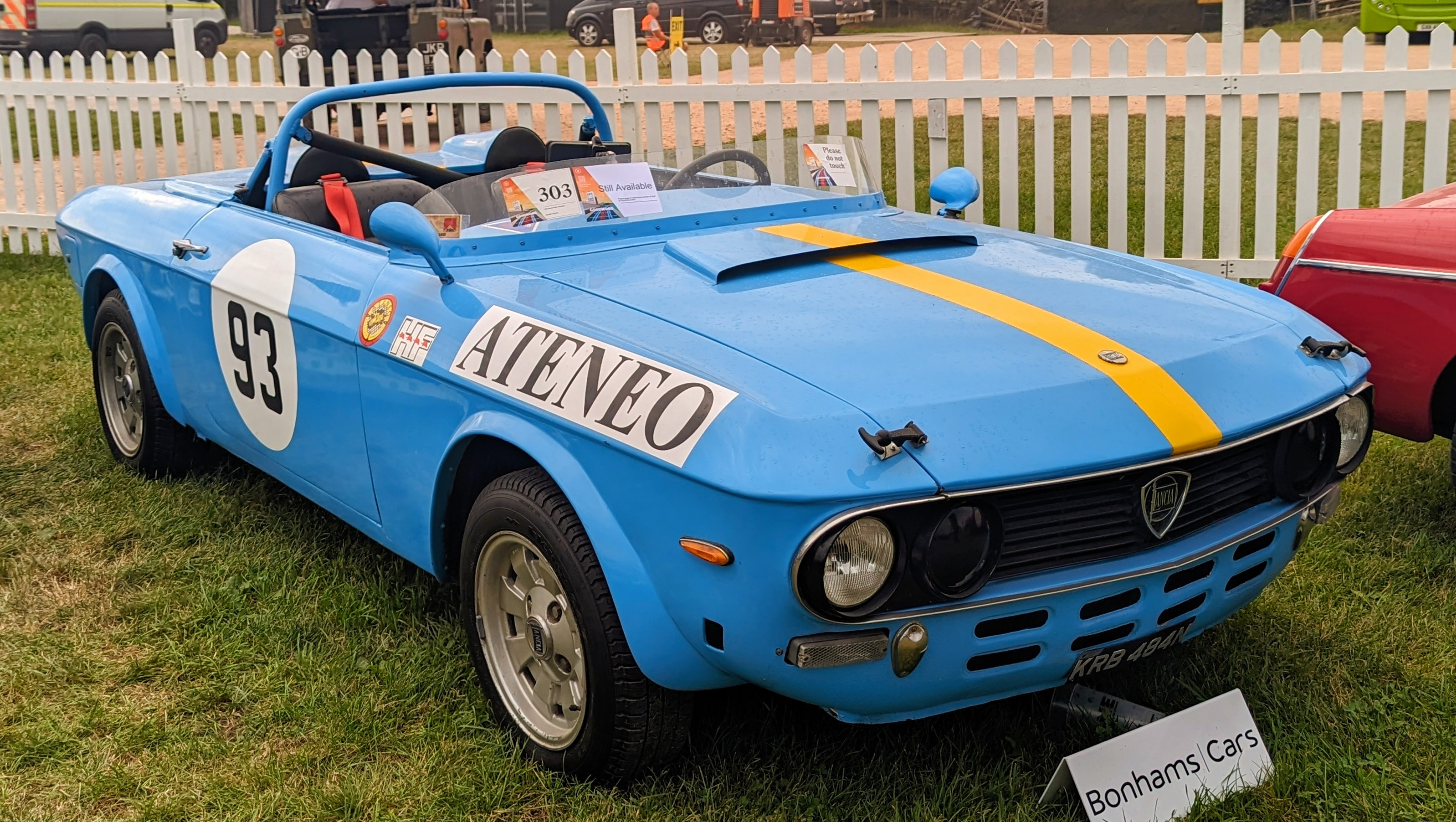
Lancia Fulvia Barchetta

У 1969 році три змагальні Fulvia 1.6 HF були перероблені Клаудіо Магліолі в гоночні барчетти. Дах і близько 28 см задньої частини кузова були зрізані; опалення, внутрішня обробка, пасажирське сидіння та внутрішня пара фар були зняті, а паливний бак замінений на задньому багатомісному сидінні. Незважаючи на кріплення шасі, необхідні для збереження жорсткості без даху, автомобіль став на 200 кг (441 фунт) легшим за купе; підвіску довелося переналаштувати, щоб компенсувати меншу вагу, і один лист був видалений з передньої ресори. Автомобіль охрестили Fulvia HF F&M Special, де F і M означали ініціали керівника команди Lancia Чезаре Фіоріо та Магліолі. Першим великим учасником перегонів Barchetta став Targa Florio 1969 року. Сандро Мунарі та Рауно Аалтонен довели один до дев'ятого загального місця, а також до перемоги в класі.